# Teletina
Teletina je meso teladi, za razliku od govedine od starijih goveda. Teletina se može proizvesti od teleta bilo kojeg spola i bilo koje pasmine, no većina teletine dolazi od mlade muške teladi mliječnih pasmina koja se ne koriste za rasplod. Općenito, teletina je skuplja po težini od govedine od starijih goveda. Proizvodnja teletine je način da se doda vrijednost mliječnoj teladi i da se iskoriste krute tvari sirutke, nusproizvoda iz proizvodnje sira.
U talijanskoj, francuskoj i drugim mediteranskim kuhinjama, teletina je često u obliku kotleta, poput talijanskog cotolette ili poznatog austrijskog jela bečkog odreska. Neka klasična francuska jela od teletine uključuju pržene eskalope, pržene teleće grenadine (male, debele odreske od filea), punjene paupiette, pečene komadiće i blanquette. Budući da teletina ima manje masnoće od mnogih vrsta mesa, pri pripremi je potrebno paziti da ne postane žilava. Teletina se često oblaže u pripremi za prženje ili jede s umakom. Teleća parmigiana uobičajeno je talijansko-američko jelo koje se priprema s pohanim telećim kotletima.
Proizvodnja teletine bila je kontroverzna tema. Zagovornici dobrobiti životinja doveli su u pitanje etiku proizvodnje teletine, a mnoge organizacije za dobrobit životinja navode neke metode kao okrutnost prema životinjama. Ove organizacije i neki njihovi članovi smatraju nekoliko praksi i postupaka proizvodnje teletine nehumanim. Javni napori ovih organizacija vrše pritisak na industriju teletine da promijeni neke svoje metode.